# Aristolochia naviculilimba
Aristolochia naviculilimba Ding Hou – gatunek rośliny z rodziny kokornakowatych (Aristolochiaceae Juss.). Występuje endemicznie na wyspie Borneo.

## Morfologia
PokrójPnącze o trwałych i zdrewniałych pędach. Dorasta do 15 m wysokości.
LiścieMają eliptyczny kształt. Mają 10–15 cm długości oraz 5,5–8 cm szerokości. Nasada liścia ma ucięty kształt. Całobrzegie, ze spiczastym wierzchołkiem. Ogonek liściowy jest nagi i ma długość 3 cm.
KwiatyZebrane są po 2–9 w gronach. Mają żółto-purpurową barwę. Mają wygięty kształt. Łagiewka jest prawie kulista.

## Biologia i ekologia
Rośnie w wiecznie zielonych lasach. Występuje na wysokości około 600 m n.p.m.